# 이태준 (1998년)
이태준(1998년 5월 22일 ~ )는 대한민국의 축구 선수로, 포지션은 수비수이다.